# 伝統芸能伝承館森舞台
伝統芸能伝承館森舞台（でんとうげいのうでんしょうかんもりぶたい）は、宮城県登米市登米町に所在する博物館及び能舞台。日本建築学会賞受賞。

## 概要
もと登米伊達氏の鍛冶屋屋敷跡地に当地の伝統芸能である登米能、岡谷地南部神楽、とよま囃子の活動拠点として1996年（平成8年）に開館。本格的な能舞台のほか、稽古場や展示室が設置されている。春には茶会にも利用される。設計は建築家・隈研吾。1997年（平成9年）、日本建築学会から同学会賞作品賞を受賞した。

## 舞台
舞台の柱は地元産のヒバを用い、屋根は当地特産の天然スレート葺。舞台には腰板をつけていないため、夜になると舞台は宙に浮いているような雰囲気となる。床下には足拍子の共鳴装置として瓶を数個配置。また、舞台と見所の間の白洲は広い空間を設け、白玉砂利ではなく黒い砕石を敷きつめて、森の暗さとの一体化を出している。鏡板の絵は日本画家・千住博の制作。正面松の絵は鏡板の枠内におさまりきれない大きさで天然群青を用いて描かれている。脇（切戸口）の若竹もやはり天然群青で描かれている。

## 展示室
能装束、能面、鼓、扇等をはじめ登米能に関する資料を展示している他、演能もビデオを視聴できる。グラフィックデザイナー・原研哉が担当。

## 上演
毎年6月に新緑薪能、9月の秋祭りの宵まつりに薪能が演目を変えて上演される。

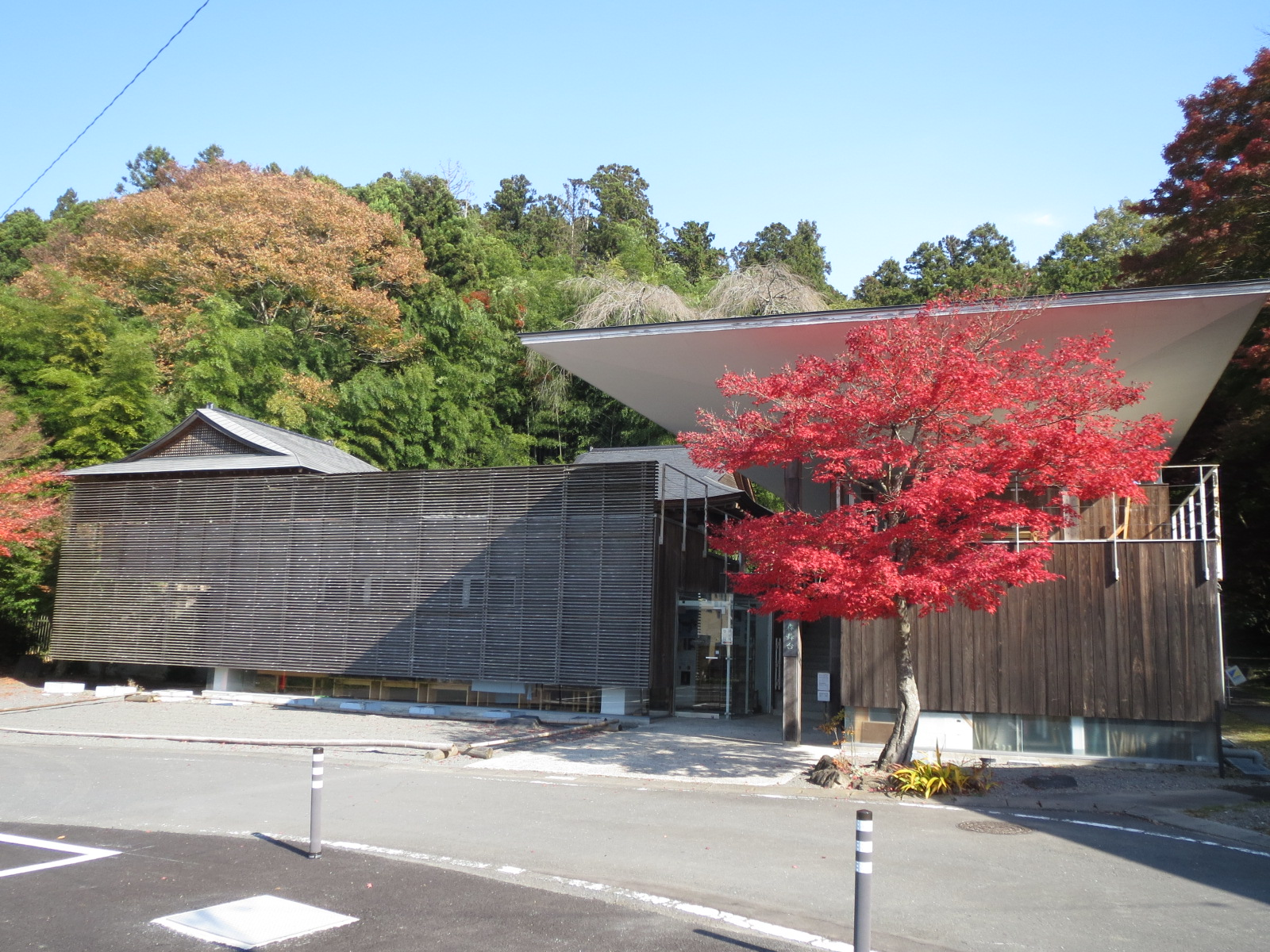
伝承館森舞台正面

## 利用情報
- 開館時間 - 午前9時～午後4時30分まで
- 入場料金 - 一般200円、高校生150円、小・中学生100円
- 休館日 - 12月28日から翌年1月4日

## 周辺施設
- 教育資料館
- 海老喜
- 警察資料館
- 水沢県庁記念館